# 湖南省人民体育場
湖南省人民体育場（こなんしょうじんみんたいいくじょう、簡体字中国語: 湖南省人民体育场）は、中華人民共和国の湖南省長沙市開福区にある多目的スタジアム。

## 概要
2003年に建設された。収容人数は6,000人、総敷地面積は13,000平方メートル。文化大革命の時期には東風広場と改称されたこともある。
主にサッカーの試合に用いられる。
現在、中国サッカー・甲級リーグに所属する湖南湘濤がホームスタジアムとして利用している。